# Mathias Clemens
Mathias Clemens, född den 8 augusti 1915 i Rédange, död den 26 november 2001 i Huncherange, var en luxemburgsk professionell landsvägscyklist. Även hans två år äldre bror, Pierre Clemens, var professionell cyklist.

## Meriter
1935
 Vinnare av Nationsmästerskapen i linjelopp för amatörer
 Vinnare totalt av Tour de Luxembourg
3:a i Nationsmästerskapen i cykelcross
7:a i Världsmästerskapen i linjelopp
1936
Tour de Luxembourg
 Vinnare totalt
Vinnare av etapp 8
2:a i Grand Prix de la Flèche
Tour de France
Vinnare av etapp 3
7:a totalt
1937
Tour de Luxembourg
 Vinnare totalt
Vinnare av etapp 1
1938
 Vinnare av Nationsmästerskapen i linjelopp
Tour de Luxembourg
Vinnare av etapp 3
4:a totalt
Vinnare av Grand Prix de Luxembourg
3:a i Paris-Lillers
5:a totalt i Tour de France
1939
Tour de Luxembourg
 Vinnare totalt
Vinnare av  etapperna 3 och 4
4:a totalt i Tour de France
1940
 Vinnare av Nationsmästerskapen i cykelcross
Katalonien runt
Vinnare av etapperna 3, 7 och 8
2:a totalt
1941
Rundfahrt Westmark
Vinnare totalt
Vinnare av etapp 2
1942
3:a totalt i Rund um Luxemburg
1943
Rund um Luxemburg
Vinnare av etapperna 4 och 5
2:a totalt
1945
2:a vid Nationsmästerskapen i linjelopp
2:a i Metz-Luxembourg
1946
2:a i Grand Prix François Faber
2:a i Circuit des Trois Bois
1947
Tour de Luxembourg
 Vinnare totalt
Vinnare av etapp 3
3:a vid Nationsmästerskapen i linjelopp
3:a vid Nationsmästerskapen i cykelcross
1948
 Vinnare av Nationsmästerskapen i linjelopp
2:a i New York sexdagars (med Lucien Gillen)
3:a totalt i Tour de Luxembourg
3:a totalt i Romandiet runt